# Skeppshult
Skeppshult ist eine Ortschaft (Tätort) in der schwedischen Provinz Jönköpings län in der Gemeinde Gislaved.

## Lage

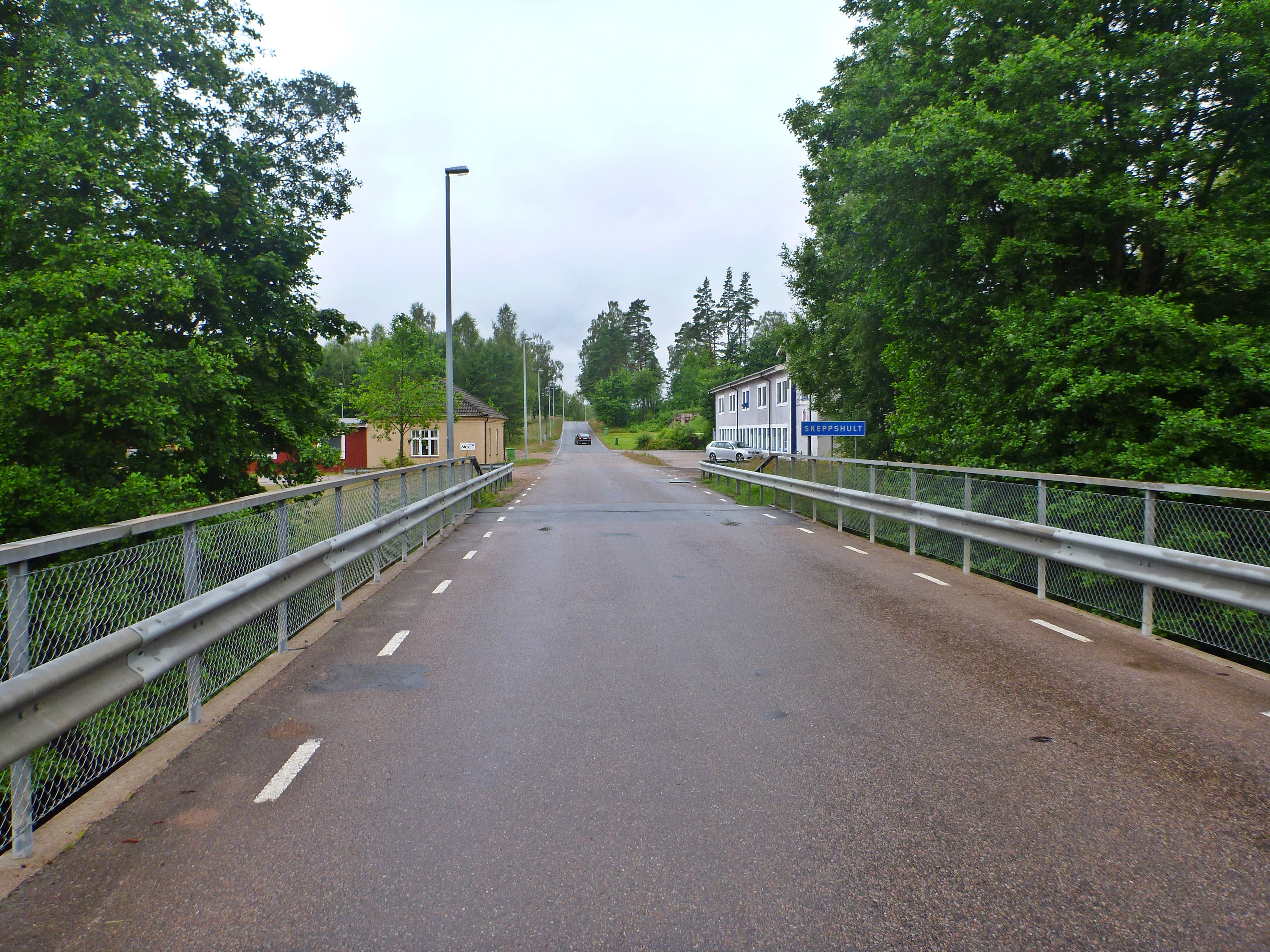
Ortseingang von Skeppshult, von der Brücke über den Nissan

Der Ort liegt im südlichen Teil des Gemeindegebiets Gislaved, an der Grenze zu Hallands län, am Fluss Nissan. Von hier sind es etwa 4 Kilometer nach Smålandsstenar und 25 Kilometer zum Hauptort Gislaved der gleichnamigen Gemeinde. Die Landstraße (schwed. Länsväg) 153, die Varberg mit Värnamo verbindet, und die Fernstraße (schwed. Riksväg) 26, die Halmstad mit Vansbro verbindet, durchqueren den Ort. Eine weitere Straße führt nach Jälluntofta. Die Bahnstrecke Halmstad–Nässjö führt durch den Ort, der Bahnhof wurde inzwischen aufgegeben.

## Unternehmen

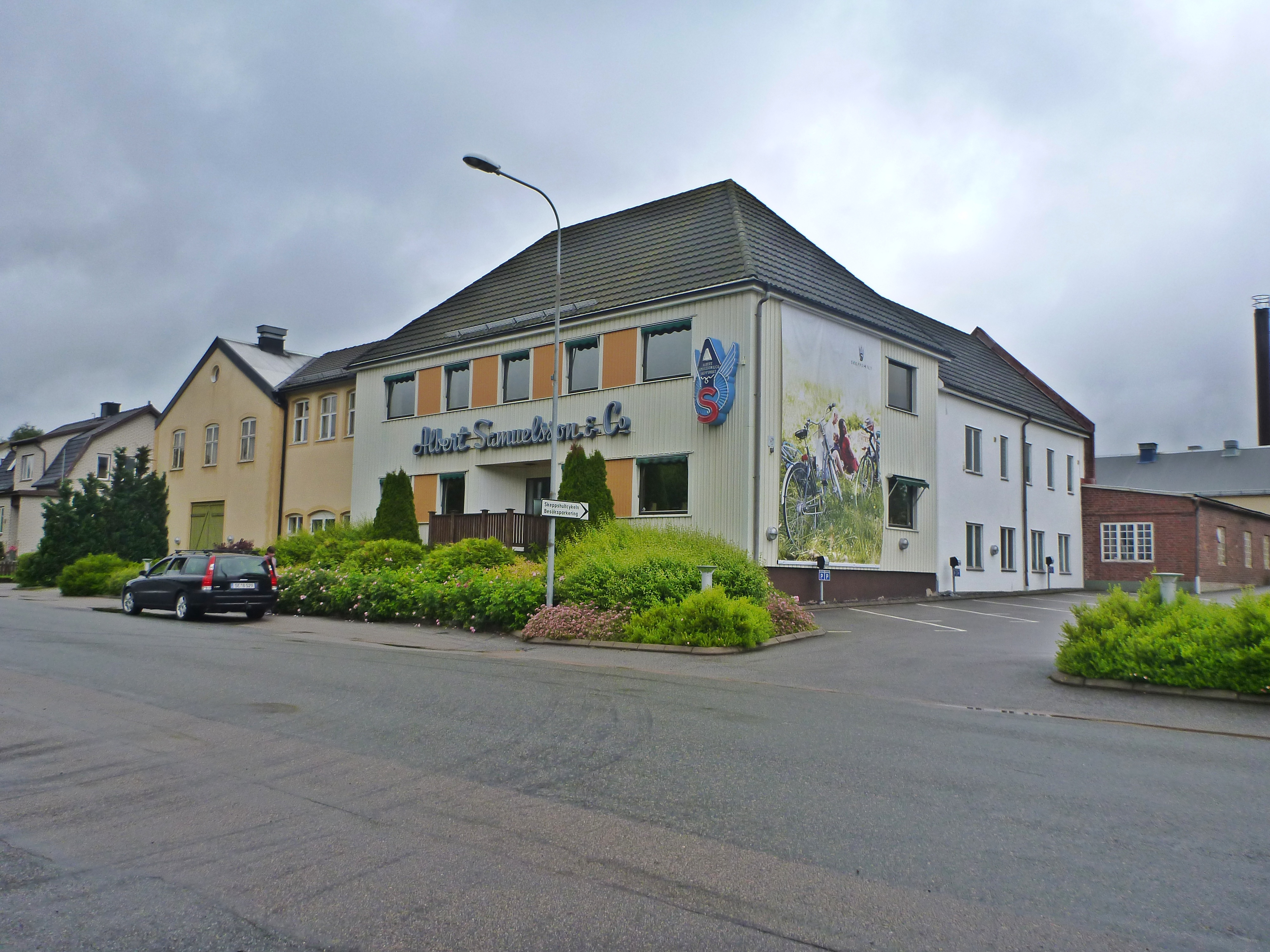
Skeppshultscykeln

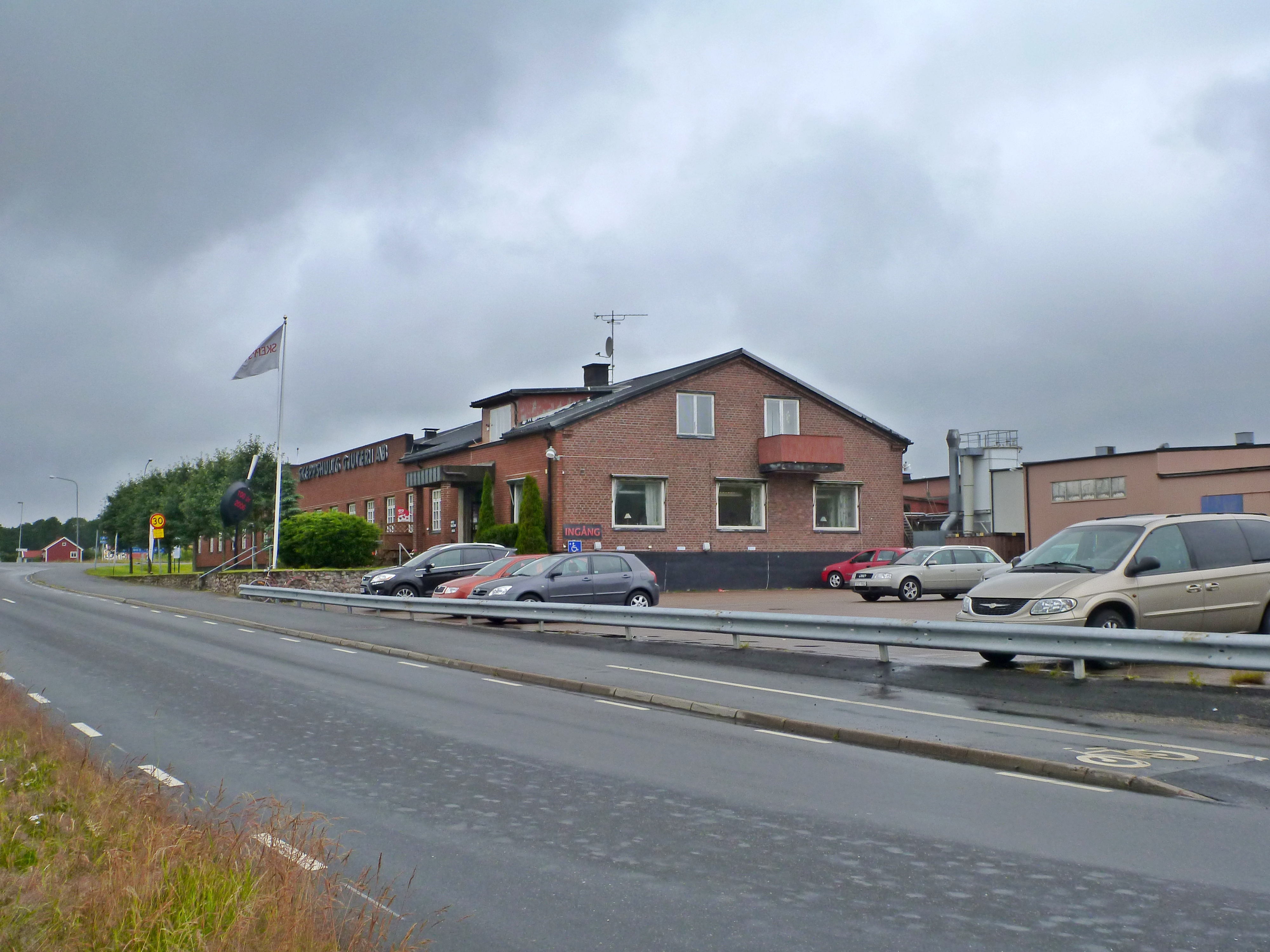
Skeppshults Gjuteri AB

In Skeppshult sind einige Betriebe angesiedelt, der Schwerpunkt liegt in der Metallverarbeitung. Im Ort werden Fahrräder der Marke Skeppshult von der Firma Skeppshultscykeln (Albert Samuelsson & Co AB) hergestellt. Das Unternehmen beschäftigt hier etwa 60 Mitarbeiter. Des Weiteren stellt die Firma Skeppshults Gjuteri AB im Ort Haushaltswaren aus Gusseisen wie Pfannen, Töpfe und kleine Skulpturen her. Die Firma Skeppshults Press & Svets hat sich mit ihren 55 Mitarbeitern auf die Herstellung von Stahl- und Aluteilen spezialisiert.